# 2023-as tömegbaleset az M1-es autópályán
| Tömegbaleset az M1-es autópályán          | Tömegbaleset az M1-es autópályán          |
| Kattints az alábbi külső linkek egyikére! | Kattints az alábbi külső linkek egyikére! |
| ----------------------------------------- | ----------------------------------------- |
| Nem található szabad kép.(?)              |                                           |
| külső link · jogvédett                    | A baleset helyszíne a tűz eloltása után   |

A 2023-as tömegbaleset az M1-es autópályán 2023. március 11-én, egy szombati napon 14 óra 25 perc körül történt az M1-es autópályán Herceghalom térségében, Pest vármegye és Fejér vármegye határán, a Bécs felé vezető oldalon. Az egymásnak ellentmondó híradások szerint 40-43 gépjármű volt érintett, köztük öt vagy hat kamion. 19 jármű teljesen kiégett. A roncsok között a műszaki mentés során egy halálos áldozatot találtak.
A helyszín a rendőrség szerint a 26-os,
az autópályát kezelő Magyar Koncessziós Infrastruktúra Fejlesztő Zrt. szerint a 29-es kilométerszelvénynél, egy fénykép szerint pontosan Pest és Fejér vármegye határán történt. Érdekesség, hogy a közelben történt Magyarország legnagyobb vasúti szerencsétlensége 1916-ban.
A balesetveszélyes helyzet kialakulását szakértők összefüggésbe hozták a klímaváltozással és a földművelés módjával, és arra figyelmeztettek, hogy az ilyen helyzetek megismétlődhetnek.

## Körülmények
Ezen a napon egy markáns hidegfront mögött viharos erejű szél támadt, amely a baleset helyszínétől nem messze, a budapesti János-hegyen új budapesti napi rekordot jelentő 117,0 km/h-s széllökést is eredményezett. A rendkívüli erejű szélre a meteorológusok előre figyelmeztették a lakosságot, az Országos Meteorológiai Szolgálat másodfokú (narancs) riasztást adott ki az autópálya által érintett megyékre.
A szél hatására a térségben porvihar keletkezett, amely lecsökkentette a látótávolságot.
Két órával a tömegbaleset előtt a helyszíntől néhány kilométerre hasonló körülmények között már történt egy baleset, amelyben egy kamion és egy személyautó ütközött rendkívül csekély látótávolságnál. Ezt követően a rendőrség nem korlátozta az autópálya forgalmát. A közútkezelő állítása szerint a változtatható jelzésképű táblákon egész délelőtt figyelmeztettek a szélre, két és fél órával a baleset előtt pedig már a korlátozott látótávolságra vonatkozó figyelmeztetés is megjelent, ez utóbbit azonban egy szemtanú vitatja.
A balesetet megelőzően számos újság beszámolt róla, hogy 11 órakor porvihar miatt lezárták az M15-ös autópálya Szlovákia felé vezető rajkai határátkelőhelyét, mivel a látótávolság gyakorlatilag nullára csökkent, a rendőrség pedig körültekintésre intette a közlekedőket. Az átkelőt csak 14:45-kor tudták újból megnyitni. Időközben az M1-es autópályán is lecsökkent a látótávolság a porvihar miatt.
Baleset és útlezárás volt Szlovákiában is. A D2-es autópályát a magyar határ közelében, Dunacsún és Horvátjárfalu között körülbelül 10 kilométer hosszan kellett lezárni. Itt is több jármű ütközött: személyautó, busz és kamion is érintett volt, de sérülés nem történt.

## A baleset lefolyása
A baleset helyszínén hirtelen csökkenő látótávolság hatására egy autós fékezett, a többiek pedig belerohantak. A keletkező tűz miatt a porfelhő ekkor már füsttel is vegyült. A járművek egy része már az utolsó autók becsapódása előtt égett.
Az ütközések következtében egy kamion átszakította az elválasztó szalagkorlátot, és a szemközti sávban is történt karambol, de ezen az oldalon nem keletkezett tűz. Emiatt az autópályát mindkét irányban le kellett zárni.
A balesetben tíz gyerek (négy súlyosan, hatan könnyebben) és 29 felnőtt (tízen súlyosan, a többiek könnyebben) sérült meg. Halálos áldozatról kezdetben nem számoltak be a hatóságok.

## A mentés
A katasztrófavédelem 14 óra 22 perckor kapta az első értesítést. Az elsőként a helyszínre érő tűzoltók egy kamion vezetőfülkéjét és körülbelül tíz autót láttak égni, de a füst miatt a pontos szám nem volt megállapítható. A bejelentés után 21 perccel négy vízsugárral kezdték meg az oltást, és körülbelül egy órával a baleset után oltották el az utolsó égő autót. A helyszínre még számos környékbeli településről érkeztek önkormányzati és önkéntes tűzoltók, valamint két megyéből a katasztrófavédelem műveleti szolgálata is kivonult.
Négy helikopter és tizenhat mentőautó összesen 39 sérültet szállított el. A híradások szerint a tűzoltók visszahűtötték és áramtalanították a járműveket.
Ezt követte a tűzvizsgálat, és csak ezután kezdhették meg a roncsok eltávolítását. Így csak késő este került elő az egyik autóroncs alól egy 44 éves férfi holtteste; addig azt hitték, hogy nincs halálos áldozat. Az elhunyt teste a felismerhetetlenségig összeégett, így csak a személyi igazolványa alapján tudták azonosítani. A porátfúvás és a tűzoltás következtében sár is beszennyezte az autópályát, tovább nehezítve a takarítást és az út megnyitását.
A mentés és a segítségnyújtó járművek érkezése közben több autós a mentők számára fenntartott üres sávon, menetiránnyal szemben hagyta el a helyszínt.
A forgalom Budapest felé éjfél után indulhatott meg, és csak másnap kora reggelre állt helyre mindkét útpályán, de a szalagkorlát javítása még délig eltartott. Az ezt követő napon azonban ismét forgalomkorlátozásra került sor, mert azonnal javítani kellett a megsérült útburkolatot.

## A baleset lehetséges okai és tanulságai, összefüggése a klímaváltozással és a gazdálkodással
A videófelvételekről és a szemtanúk beszámolóiból is kiderül, hogy a porviharban a látótávolság minimálisra csökkent.
Az autópálya-kezelő szóvivője elmondta, hogy a környéken a megelőző napokban mezőgazdasági munkákat végeztek, amelyek során fellazították a talajt, és így nagy mennyiségű por szabadult fel, amelyet a szél az autópályára hordott. Ebben a helyzetben egy húszméteres sávban lokális szélátfúvás keletkezett, amely felerősítette a hatást. Egy autós hirtelen fékezett, a többiek pedig belerohantak.
Bardóczi Sándor, Budapest főtájépítésze arra hívta fel a figyelmet, hogy a talaj széleróziója hatalmas méretű, amiért a nagytáblás mezőgazdasági művelés és a mezővédő erdősávok hiánya is okolható, miközben a klímaváltozás következtében egyre gyakoribb a kiszáradó talaj és a márciusi szélvihar. Hasonló posztot közölt Tuba Máté humánökológus, aki arra figyelmeztetett, hogy az efféle porviharok egyre gyakoribbak lesznek, és a nagytáblás gazdálkodás, a szélfogó erdősávok kivágása nemcsak balesetveszélyt, hanem a termőtalajok elvesztését is okozhatják. Ezek a megjegyzések a balesetet az egyszerű emberi hibákon túlmenően a klímaváltozás és a gazdálkodás kontextusába helyezik, és felhívják a figyelmet azokra az okokra, amelyek nem tartoznak a baleseteket követő vizsgálatok körébe.
Március 14-én a Szegedi Tudományegyetem sajtóközleményt adott ki, amelyben Természettudományi és Informatikai Kar Földrajzi és Földtudományi Intézetének öt oktatója szintén a fenti álláspontot erősítette és részletezte. Főbb megállapításaik:
- Kora tavasszal, a „böjti szelek” időszakában (márciusban és áprilisban) számíthatunk nagy erejű széllökésekre.
- A klímaváltozás következtében a szélsőséges időjárási helyzetek, így a szélviharok egyre gyakoribb előfordulása várható. 100 km/h sebességet is meghaladó szélviharokat gyakran okoznak a ciklonokhoz, hidegbetörésekhez kötődő hidegfrontok.
- A porviharok rendszeressé válását a területhasználat megváltoztatásával lehet megelőzni.
- A környéken, a Zsámbéki-medence középső részén a vastag lösztakarón jó minőségű csernozjomok alakultak ki, ami intenzív földművelést váltott ki.
- A talajerózió kétféle okból is jelen van. Ezeket a csernozjomokat a szélerózió mindenhol sújtja, a baleset helyszínén a Tatai-árok szélcsatornaként működik, erősítve a hatást. Lejtős talajokon pedig a vízerózió néhány évtized alatt akár több 10 cm-es talajpusztulást eredményezhet. Herceghalom térségében mindkét hatás egyszerre működik.
- Műholdfelvételeken látható, hogy a környéken már nagy területen elpusztult a termőtalaj. A talaj gyorsan veszíti a nedvességét, ami pozitív visszacsatolást okoz, ugyanis a talajszemcsék összetartó erejének csökkenése újabb teret ad a széleróziónak.
- A baleset arra mutat rá, hogy a talajpusztulás nem csak a mezőgazdaság problémája.
- A porviharok kockázata ma már geoinformatikai módszerekkel számszerűsíthető is.
- Az 1960-as évek óta jellemző nagytáblás művelés növeli a szélerózió kockázatát, de a veszély csökkenthető erdősávok telepítésével, illetve a gazdálkodási módszerek megváltoztatásával.

A közútkezelő és a balesetben részt vevő autóvezetők felelősségéről megoszlanak a vélemények, ezt jogi eljárásban kell tisztázni.
A mentés rávilágított a tűzoltóság felszerelésének hiányosságaira is.

## A vizsgálat
Habár a büntetőeljárást azonnal megkezdték, és a rendőrséghez száznál több fénykép, videó és egyéb információ érkezett a tanúktól, 2023 végéig senkit nem sikerült meggyanúsítani. Ezzel összefüggésben a közútkezelő sem tudta lezárni a belső vizsgálatát.